# Sophie Cysch
Hedvig Carolina Sophie Cysch, född Wiberg 15 oktober 1847 i Stockholm, död där 20 mars 1917, var en svensk skådespelare och operettsångare.

## Biografi

### Tidig karriär
Hon var dotter till betjänten, sedermera vaktmästaren i kammarkollegiet Karl Erik Wiberg och Anna Elisabet Sederström. Som tioåring antogs Cysch till Anders Selinders balettskola, varefter hon 1863 blev elev vid Kungliga teaterns elevskola. Hösten 1865 anställdes hon vid Carl Gustaf Hesslers teatersällskap, och våren 1866 vid Wilhelm Åhmans och Mauritz Pousettes teatersällskap, där hon på Nya teatern i Göteborg gjorde sin scendebut som Laura i Bjørnstjerne Bjørnsons De nygifta.
Från hösten 1867 fick Cysch anställning vid den nystartade Svenska Teatern i Helsingfors, där hon stannade till 1872, då hon fick anställning vid Dramaten. Hon blev snart en publikfavorit, och spelade många större roller, bland andra Anna Ivanowna i Danicheffarne av Alexandre Dumas d.y. och Corvin de Krukowski, Madame Tallien i François Ponsards Det besegrade lejonet och Rose i samme författares Hedern och penningen, Catherine i Emile Augiers komedi Lejon och räfvar, Hero i Mycket väsen för ingenting och Olga i Edvard Bäckströms sorgespel Dagward Frey. Hösten 1877 avslutade hon sitt engagemang vid Dramaten, och reste till Paris för att ta sångstudier.

### Operettkarriär
Hemkommen från Parisresan blev Cysch en av landets främsta operettsångerskor. Hon tog anställning hos August Ringnér på Nya teatern i Göteborg 1879–1880, och var nästkommande år engagerad vid Mindre (Hammerska) teatern, där hon bland annat gjorde Jacques Offenbachs Sköna Helena. Under 1881–1882 var hon hos Ludvig Josephson och Victor Holmquist vid Nya teatern i Stockholm.
Den 14 januari 1882 gifte hon sig med grosshandlaren Carl Theodor Cysch, och efter detta tog hon inget fast engagemang, utan gästspelade på olika scener i Stockholm och Göteborg. I augusti 1882 spelade hon titelrollen i operetten Lili på Djurgårdsteatern, och i augusti–september 1883 spelade hon Mamzelle Nitouche i Lilla helgonet. Hon uppträdde under spelåret 1883–1884 på Södra teatern, och under samma säsong spelade hon Sköna Helena på Mindre teatern under denna teaters sista spelår. Efter att 1888 ha spelat Sköna Helena vid Carl Herbolds operasällskap (med Olefine Moe som primadonna) på Mindre teatern i Göteborg och hos Lorentz Lundgren på Stora teatern, drog hon sig tillbaka från scenen.
Till Cyschs glansroller inom operetten hörde även Niniche och titelrollerna i Franz von Suppés Den sköna Galatea och Charles Lecocqs Giroflé-Girofla.

### Senare liv
Den 13 september 1903 dog Carl Theodor Cysch, som hade råkat i ekonomiska svårigheter och var helt ruinerad. Hon tvingades därför ett par år därefter söka tillflykt till Borgerskapets änkehus, och ytterligare några år senare hamnade hon på Stockholms allmänna försörjningsinrättnings sinnessjukeavdelning, där hon avled.

## Teater

### Roller (urval)
| År   | Roll               | Produktion                                             | Teater           |
| ---- | ------------------ | ------------------------------------------------------ | ---------------- |
| 1883 | Denise de Flavigny | Lilla helgonet Hervé, Henri Meilhac och Albert Millaud | Djurgårdsteatern |

## Rollporträtt

### Lilla helgonetpå Djurgårdsteatern 1883

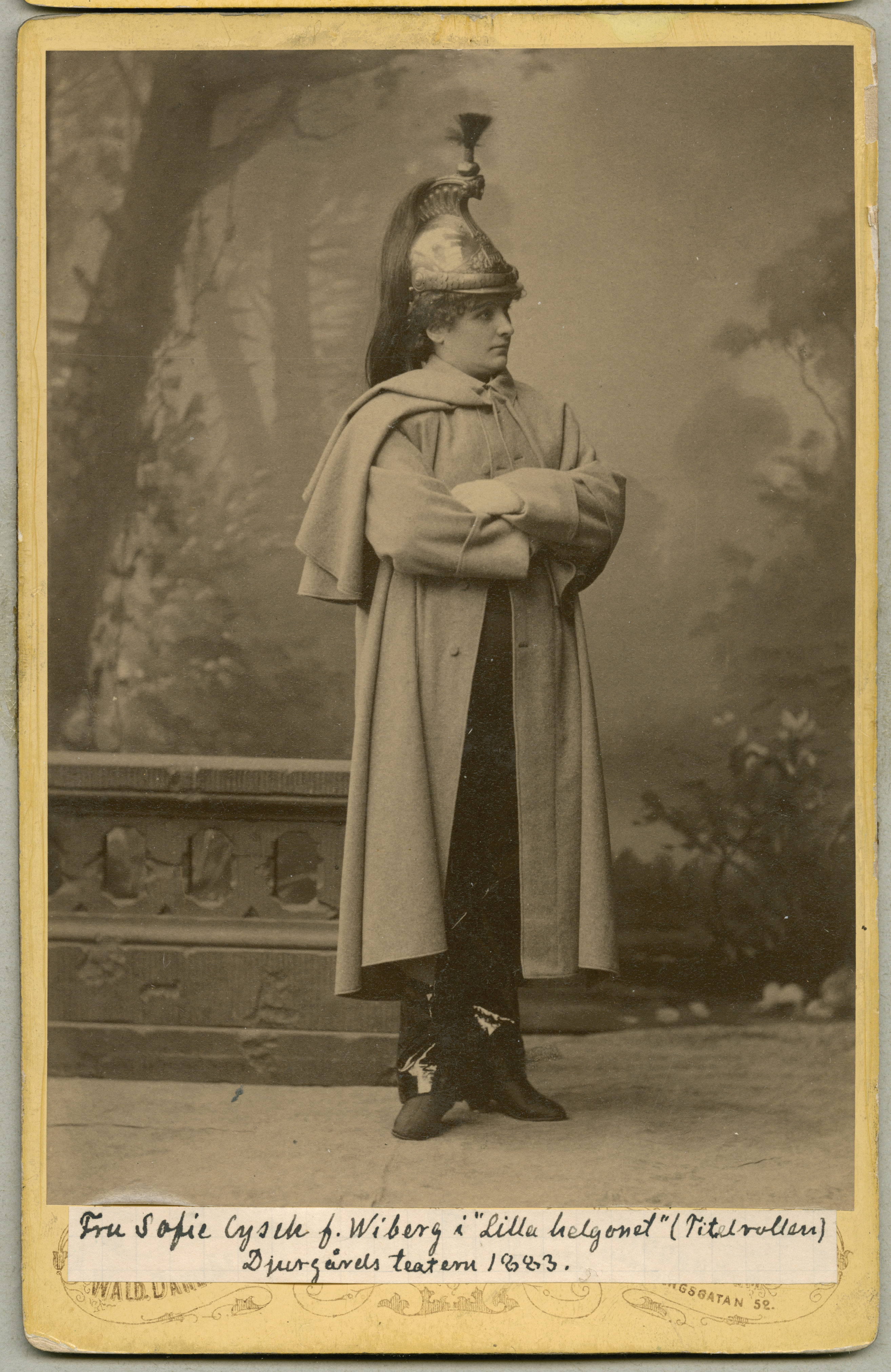
I titelrollen.
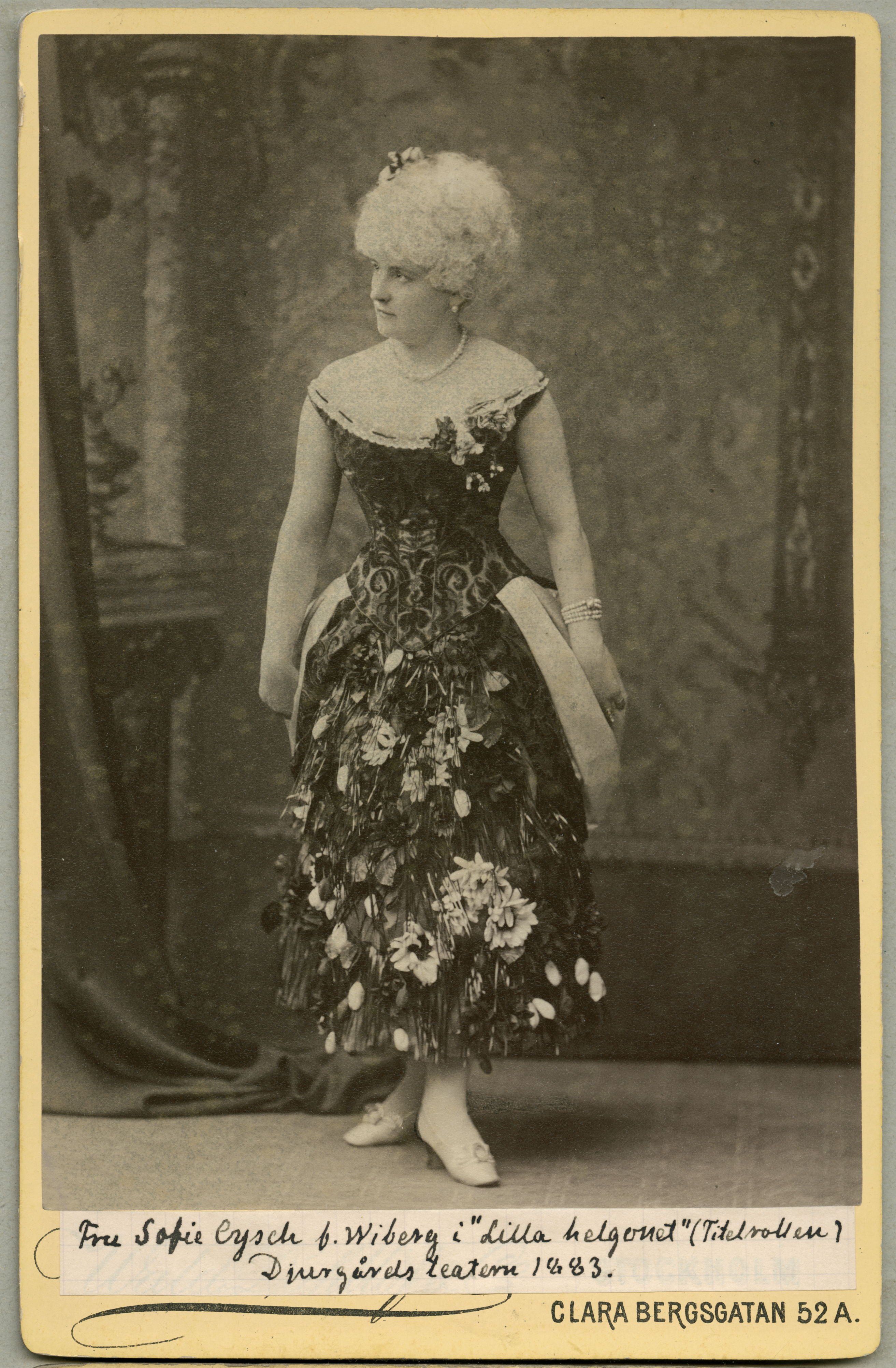
I titelrollen.
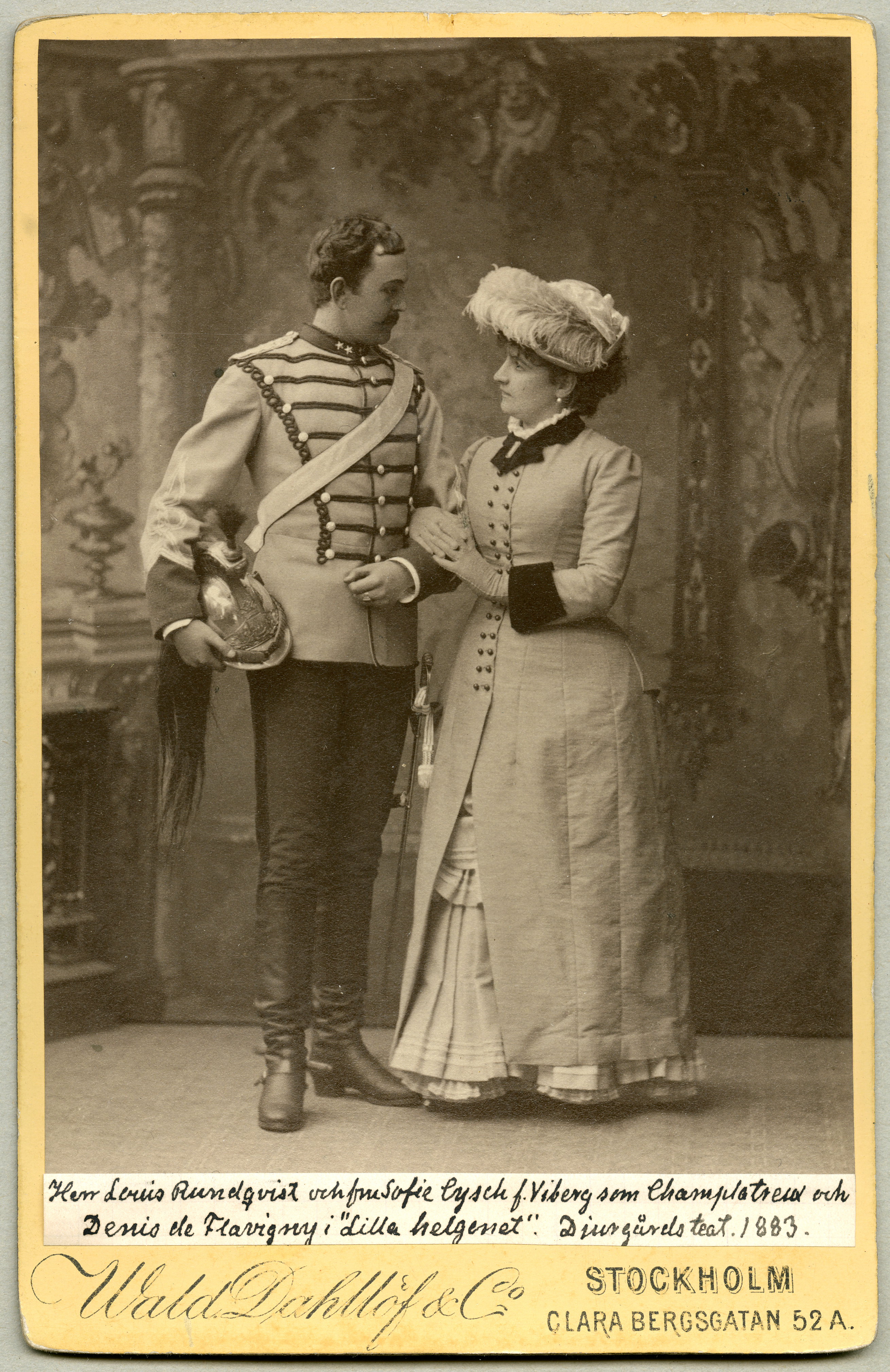
Louis Rundqvist som Champlatreux och Cysch som Denis de Flavigny.
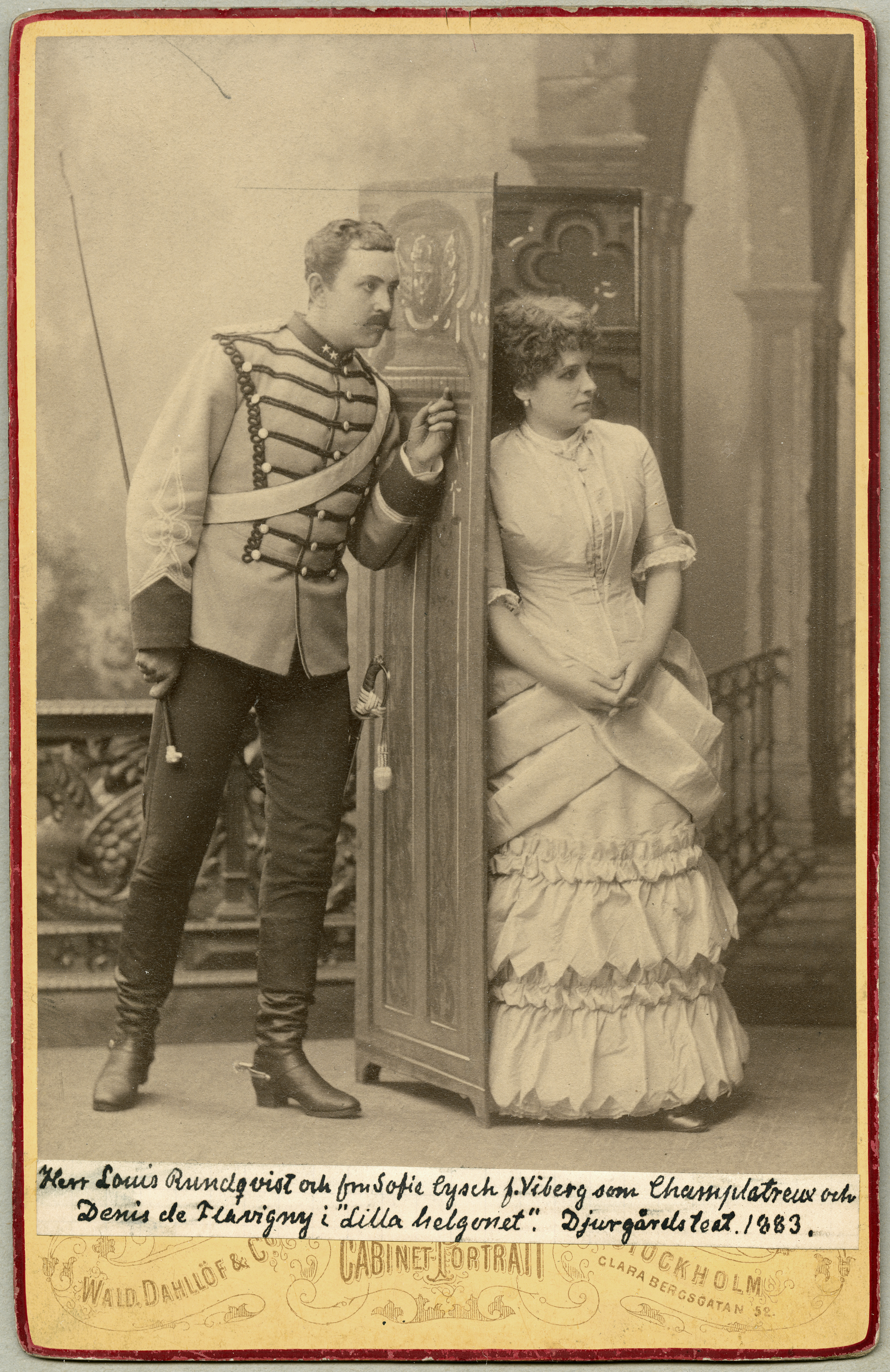
Louis Rundqvist som Champlatreux och Cysch som Denis de Flavigny.